# Бродницкий повет
Бродницкий пове́т (пол. Powiat brodnicki) — повет (район) в Польше, входит как административная единица в Куявско-Поморское воеводство. Центр повета — город Бродница. Занимает площадь 1038,79 км². Население — 78 431 человек (на 31 декабря 2015 года).

## Административное деление
- города: Бродница, Гужно, Яблоново-Поморске
- городские гмины: Бродница
- городско-сельские гмины: Гмина Гужно, Гмина Яблоново-Поморске
- сельские гмины: Гмина Бартничка, Гмина Боброво, Гмина Бродница, Гмина Бжозе, Гмина Осек, Гмина Сведзебня, Гмина Збично

## Демография
Население повета дано на 31 декабря 2015 года.
| Перепись            | Всего  | Мужчины | Женщины |
| ------------------- | ------ | ------- | ------- |
| Всего               | 78 431 | 38 898  | 39 533  |
| Городское население | 33 711 | 16 110  | 17 601  |
| Сельское население  | 44 720 | 22 788  | 21 932  |